# Nonaspe

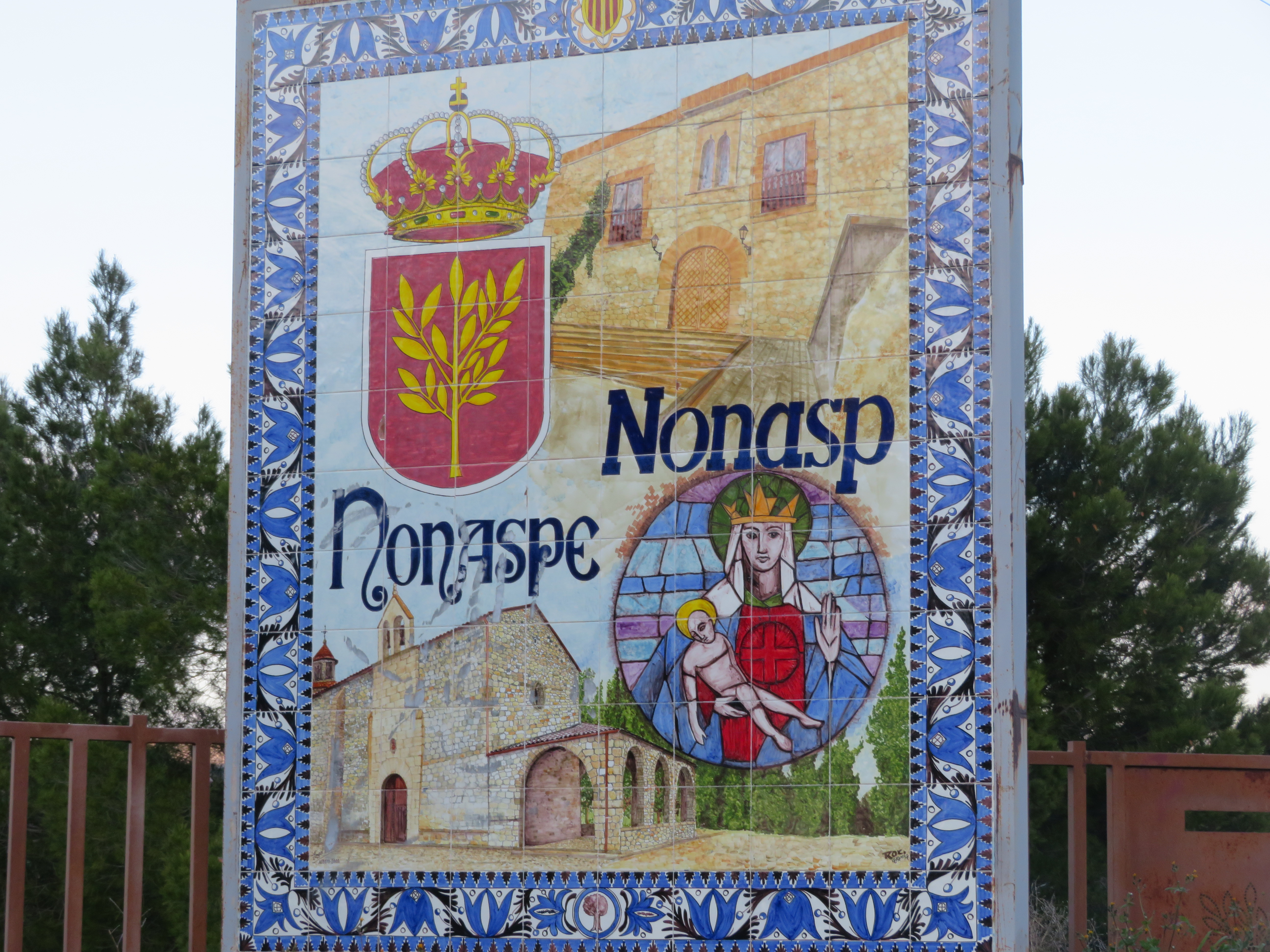
Nonaspe

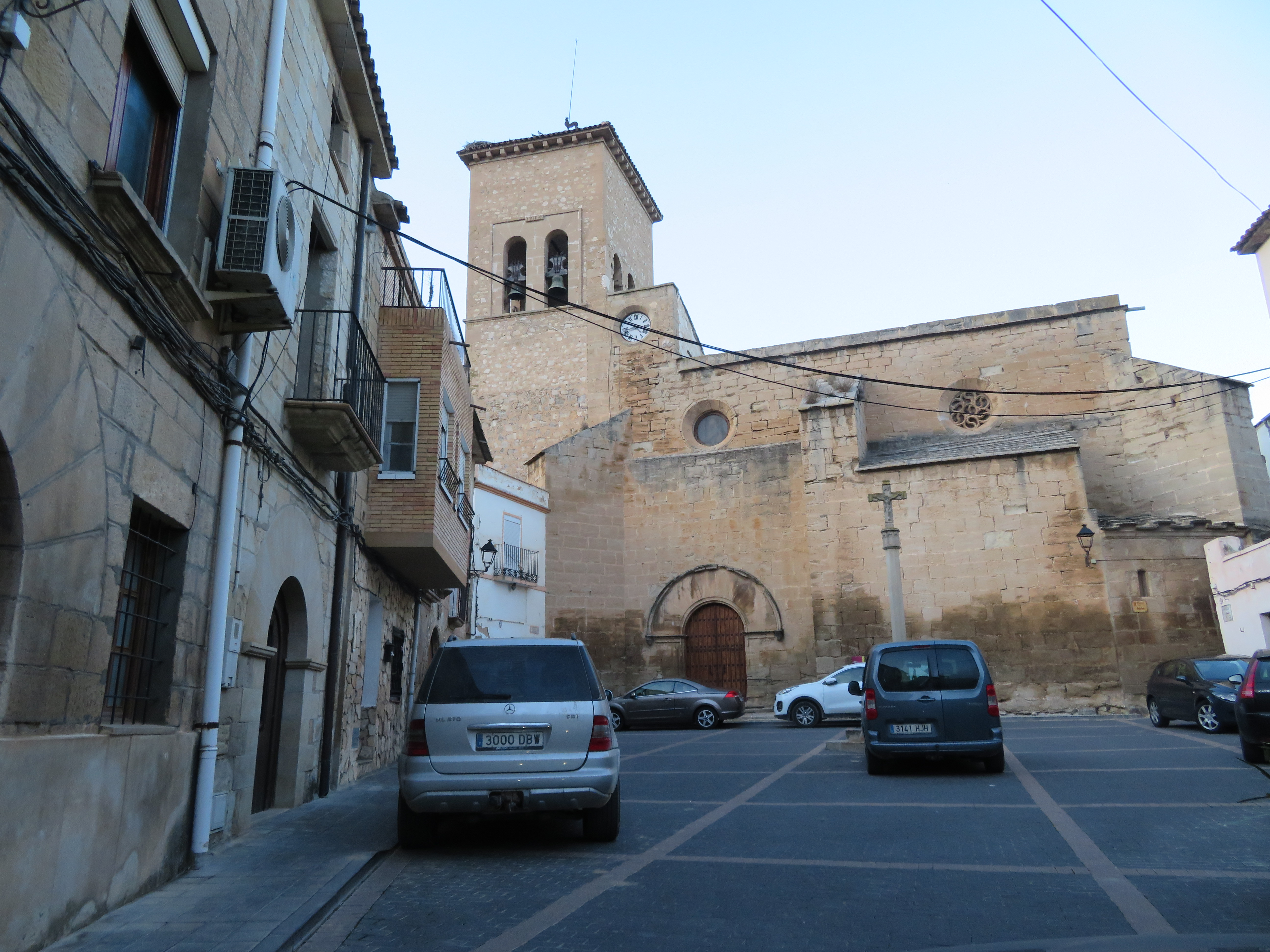
Nonaspe

Nonaspe est une commune d’Espagne, dans la province de Saragosse, communauté autonome d'Aragon comarque de Bajo Aragón-Caspe.

## Lieux et monuments
- Château de la commanderie (es)